# Спирит-Лейк (Айова)
Спирит-Лейк (англ. Spirit Lake) — крупнейший город и административный центр в округе Дикинсон в штате Айова в Соединённых Штатах Америки.
Согласно результатам переписи населения США, проведённой в 2020 году, число жителей города составляло 5439 человек, что, для такого небольшого населённого пункта, существенно больше (+ 13,6%), чем было во время предыдущей переписи прошедшей в 2010 году (4840 человек).

## История
В доколумбову эпоху на этих землях жили коренные американцы из индейского племени вахпекуте из народа санти-сиу. Индейцы называли озеро, на берегах которого европейским колонистами был основан современный город «Озеро Духа», что в буквальном переводе на английский язык — «Spirit Lake».
В 1856 году три европейца (О. К. Хоу, Б. Ф. Парментеру и Р. У. Уилоку) основали сообщество Спирит-Лейк после того, как посещение озерного края пробудило в них интерес к этим местам. Вскоре к ним присоединились другие поселенцы, обосновавшиеся вдоль берега озера. Однако эти поселенцы не смогли мирно ужиться с коренными жителями, и 13 марта 1857 года вождь вахпекуте Инкпадута поднял восстание против белых и устроил настоящую резню, убив всех колонистов, кроме трех женщин и четырнадцатилетней девочки (позднее две из них были убиты, а две выкуплены правительством США). В 1854 году Генри Лотт, торговец виски, убил брата Инкпадуты и девять членов его семьи; вождь пытался добиться наказания для убийцы, но местные власти ничего для этого не сделали. Такое отношение к индейцам продолжалось вплоть до самого восстания, причем индейцы уже сами хотели покинуть этот район, но, после очередного инцидента европейцы отняли у них оружие, обрекая племя на голодную смерть. После резни европейцы жаждали мести, но поймать небольшую мобильную группу вахпекуте, прекрасно ориентирующуюся в родных местах, американским военным не удалось и они призвали на помощь мдевакантонов Маленькой Вороны, которым удалось убить нескольких людей Инкпадуты. Тогда вождь увёл своих людей на запад, где они поселились среди янктонаев.
На 1870 год население поселения Спирит-Лейк составляло всего 76 человек.
14 октября 1878 года поселение было инкорпорировано и включено в реестр штата Айова, благодаря чему некорпоративное сообщество Спирит-Лейк официально получило статус города («Сity of» / «Town of»). Уже к 1880 году население города выросло на 264,5 %, а к концу XIX века достигло отметки в 1219 человек. К началу третьего тысячелетия число жителей составляло 4261 и в первой четверти XXI века число горожан уверенно и неуклонно росло со средней скоростью более 1 процента в год.

## География
Город Спирит-Лейк расположен вдоль западного берега озера Ист-Окободжи, в регионе Великих озер штата Айова на высоте почти 500 метров над уровнем моря.
Согласно данным представленным Бюро переписи населения США, общая площадь города составляет 4,65 квадратных мили (12,04 км²), из которых 4,63 квадратных мили (11,99 км²) занимает суша, а 0,02 квадратных мили (0,05 км²) — приходится на водную поверхность.

## Фотогалерея
- Здание суда, 1902
- Стивенс-Блок, 1902
- Мэйн-Стрит, 1936
- Мейн-Стрит, 1920